# Karl Mauch
Karl Gottlieb Mauch (Kernen im Remstal, 7 de maig de 1837 - Stuttgart, 4 d'abril de 1875) va ser un geòleg, cartògraf i explorador alemany que va explorar el sud del  continent africà. Era un fill premarital de Christiane Dorothea Greiner i el fuster Joseph Mauch. Després de l'escola secundària va estudiar de mestre a l'escola catòlica de mestres de Schwäbisch Gmünd. El 1857 va abandonar l'escola pública i es va establir com mestre privat per a famílies benestants.
El 1871 Karl Mauch va descobrir les runes del que més tard fou anomenat el monument nacional del Gran Zimbàbue, cinc anys després de la descoberta de les primeres mines a la regió del Transvaal. Mauch considerava que les runes eren les restes de la ciutat bíblica d'Ofir, la ciutat d'on hauria vingut l'or que la Reina de Saba va regalar al rei Salomó. Mauch no podia creure que els monuments fossin construïts pels avantpassats de les tribus locals. Quan va retornar a Alemanya el 1873, ja va revisar la seva opinió a partir d'anàlisis posteriors sense mai publicar-la.
Amb tot, unes recerques arqueològiques més pregones (i una de les primeres recerques aèries) van demostrar que no existia cap lligam amb Ofir, i que va ser construïda per la una tribu bantu extinta.
El 1870, després d'uns viatges més, malalt de malària el 1870 va tornar cap a Alemanya. Com que no tenia un grau acadèmic, no podia treballar com a científic, a partir de 1874 es va guanyar la vida com a director gerent de la fàbrica de ciment Spohn & Ruthard" a Blaubeuren.
La nit de Divendres Sant del 26 al 27 de març de 1875, Mauch va caure des de la finestra del seu pis en circumstàncies no gaire clares. A més del suïcidi, els últims anys era força depressiu, recentment també s'ha considerat l'assassinat, encara que sense proves sòlides. Quan el van trobar, presumiblement hores després de la caiguda, estera conscient però no recordava què havia passat. Va ser traslladat a la clínica Ludwigsspital de Stuttgart, on va morir de les ferides el 4 d'abril de 1875.